# Palazzo dei Priori de Fermo
Pour les articles homonymes, voir Palazzo dei Priori.
Le Palazzo dei Priori de Fermo est le siège actuel de la galerie d'art municipale.
La construction est le résultat de la combinaison de deux bâtiments, un palais du XIIIe siècle, qui occupait le nord du palais ayant appartenu à George Rinaldo et l'église de San Martino, qui occupait le sud.
Cette ancienne église a également donné son nom à la place dès le VIe siècle, bien que les premières mentions remontent à 1154 où elle était détenue par le monastère de San Savino.
La modernisation de l'édifice a eu lieu à partir de 1296, quand la ville de Fermo a décidé de construire le Palazzo del Capitano del Popolo. En 1396, soit un siècle plus tard, le bâtiment abrite le collège des prieurs qui exerce le pouvoir exécutif depuis 1297, qui reste  collège pendant quatre cents ans, jusqu'à ce que la Révolution française relève toutes les vieilles institutions, y compris celle-ci.

## Architecture
L'aspect actuel du bâtiment donnant sur la place, surélevé d'environ trois mètres au-dessus du niveau des bâtiments d'origine, est dû au projet de la première moitié du XVIIe siècle, qui a donné une entrée particulière. L'unique loggia centrale possède une statue en bronze du pape Sixte V créée par Accursio Baldi, appelé le Sansovino, en 1588.
Le bâtiment était également équipé d'un campanile, aujourd'hui démoli, sur lequel il n'y a pas d'information précise, sauf qu'il était sans doute encore existant au XVIIe siècle.
Le bâtiment comporte trois étages, la Pinacoteca Civica depuis 1986 ainsi que le musée archéologique, les conseils municipaux, le bureau du maire, la salle rouge et la salle des portraits.
Le rez-de-chaussée du bâtiment abrite aujourd'hui les bureaux de la police municipale, l'Office du Tourisme et la billetterie des musées. Le premier étage accueille les visiteurs dans les salles de réunion et dans le Musée archéologique qui abrite une exposition permanente, en plus de la salle des Portraits utilisée comme une salle de conférence et de concerts. La galerie d'art au deuxième étage et salle du globe concluent la visite.

## La salle des portraits
Cette salle a été utilisée jusqu'à la fin du XVIIIe siècle comme théâtre et s'appelait  « la salle des comédies ». Aujourd'hui, elle abrite les effigies des neuf cardinaux dont Decio Azzolino iuniore, et celles de vingt hommes illustres donnés par l'archevêque de Fermo Domenico Pinelli.
Aujourd'hui, on y donne des concerts, des conférences, et de grandes conférences nationales.

## Sources de traduction
- (it) Cet article est partiellement ou en totalité issu de l’article de Wikipédia en italien intitulé « Palazzo dei Priori (Fermo) » (voir la liste des auteurs).